# Sunao Tokunaga
Sunao Tokunaga (徳永 直; Hanazono, 20 de enero de 1899 – Tokio, 15 de febrero de 1958) fue un escritor japonés, uno de los principales representantes del movimiento literario proletario en Japón. Aunque también incursionó en cuentos y en ensayos, es conocido principalmente por su novela Taiyō no nai Machi, parcialmente basada en la experiencia del propio autor cuando fue despedido de su trabajo en una imprenta después de participar en una huelga laboral en 1926.

## Biografía
Sunao Tokunaga nació el 20 de enero de 1899, en la prefectura de Kumamoto (Japón). Fue uno de los primeros escritores del movimiento literario proletario japonés de la década de 1920 que provenía de un entorno verdaderamente de clase baja.
Abandonó la escuela primaria, y a la edad de doce años se convirtió en aprendiz de impresor. En 1922, comenzó a trabajar para la editorial Hakubunkan Press (博文館印刷所), más tarde rebautizada como Kyōdō Press (共同印刷所). Durante este periodo participó en actividades sindicales mientras escribía activamente. El sindicato restringió sus actividades literarias y le exigió que prometiera de que no escribiría ninguna novela.
En 1926, se unió a unos 3000 empleados de Kyōdō que estaban en huelga. Después de más de dos meses, la huelga fue completamente derrotada y 1700 empleados, incluido Tokunaga, fueron despedidos. Esta experiencia le sirvió de inspiración para su novela más importante y conocida, Taiyō no nai Machi (太陽のない街, «La calle sin sol»), que comenzó a escribir en 1928. Finalmente encontró otro trabajo de imprenta en una gran empresa y, mientras trabajaba allí, comenzó su carrera literaria. Se unió a la Asociación de Escritores Proletarios de Japón (日本プロレタリア作家同盟, también abreviada NALP) en febrero de 1929.
En marzo de 1932, escribió un artículo expresando su deseo de que existiera una literatura popular que el proletariado pudiera disfrutar, lo que inspiró una dura respuesta crítica de Takiji Kobayashi, acusando a Tokunaga de «tendencias derechistas y oportunistas». En mayo de ese mismo año, varios miembros de la NALP, entre ellos Tokunaga, fueron detenidos para ser interrogados por la policía tras una reunión, pero Tokunaga fue liberado poco después. Abandonó la Liga en octubre del año siguiente por considerar que priorizaban la política sobre el mérito literario.
En octubre de 1937, solicitó a su editor que retirara de la imprenta Taiyō no nai Machi en vista del estallido de la guerra con China. Consideraba que era necesario que Japón se unificara durante la guerra. Continuó publicando cuentos y ensayos que no ofendieran a las autoridades durante toda la Guerra del Pacífico.
En 1945, inmediatamente después de la derrota de Japón en la guerra, Tokunaga, Shigeharu Nakano, Yuriko Miyamoto y otros formaron el Shin Nihon Bungakkai («Nuevo mundo literario japonés») como sucesor de los diversos grupos literarios socialistas de antes de la guerra. Se unió al Partido Comunista de Japón en 1946, permitió la reedición de Taiyō no nai Machi y fue recibido nuevamente en el movimiento literario proletario.
Otras obras de renombre fueron la novela autobiográfica de 1948 Tsuma yo Nemure («¡Mi querida esposa! Descansa en paz»), en la que describe la muerte en la pobreza y en la enfermedad de su mujer durante la guerra para exponer al pueblo el desastre provocado por el militarismo japonés. Otra fue la novela de 1949-1954 『静的山々』 (traducible como «Montañas silenciosas»), consistente en describir el crecimiento y la expansión de las fuerzas democráticas de Japón y la lucha conjunta de obreros y campesinos teniendo en cuenta las características del punto de inflexión histórico de la posguerra de Japón.
En 1954 viajó a Moscú para representar a Japón en el Congreso de la Unión de Escritores Soviéticos.
Murió el 15 de febrero de 1958.